# Абу Абдурахман Шишани
Абу Абдурахман — один из амиров (командиров) чеченских моджахедов на территории Сирии в период активной фазы гражданской войны, один из сооснователей и амиров бригады «Катаиб аль-Мухаджирин», которая затем была реорганизована в «Джейш аль-Мухаджирин валь-Ансар», а также возглавлял в её составе Кавказский джамаат. Получил известность под именем Абу Абдурахман.

## Биография

### Происхождение
Уроженец Шалинского района Чеченской республики. По национальности чеченец.

### Гражданская война в Сирии
В 2012 году Абу Абдурахман был одним из основателей бригады «Катаиб аль-Мухаджирин», которая дислоцировалась на севере Сирии в провинции Алеппо. В ней состояли свыше тысячи боевиков из Северного Кавказа и СНГ. Согласно пророссийским СМИ, большинство членов этого боевого соединения имели боевой опыт на Северном Кавказе. Также он возглавлял её подструктурный кавказский джамаат.
По словам Абу Абдурахмана, в Алеппо им был организован военный лагерь, где новобранцы проходили военную подготовку перед отправкой «на фронт против армии режима Башара Асада».

### Участие в боевых действиях
Абу Абдурахман принимал участие в сражениях против правительственных войск в провинции Алеппо, возглавляя «Катаиб аль-Мухаджирин» (ныне — «Лива аль-Мухаджирин валь-Ансар»).
В феврале 2013 года на одном из видеороликов боевиков он рассказывал об успехах группировки «Катаиб аль-Мухаджирин» в боях в провинции Алеппо и пленении солдат правительственной армии.

### Гибель
7 апреля 2013 года в ходе штурма Аль-Дувайрин в Алеппо Абу Абдурахман был смертельно ранен в шею и другие части тела. Он умер, читая аяты из Корана, в которых говорится о шахидах, убитых на джихаде.